# Цирконій
Цирко́ній (Zr) — хімічний елемент із атомним номером 40, перехідний метал. Особливістю цирконію є стійкість до корозії. Використовується в сплавах. Назва цирконій походить від мінералу циркон, що, своєю чергою, ймовірно, походить від перського «заргун» — «золотистий».

## Історія
Найважливішим цирконовмісним мінералом є циркон (Zr[SiO4]), відомий з античних часів. Циркон вважали різновидом діаманту, проте у 1789 році німецьким хіміком М. Клапротом було доведено, що це не так. Нагріваючи привезений зі Шрі-Ланки зразок циркону з гідроксидом натрію, він встановив, що на 25 % той складається з кремнію, а на 70 % — з оксиду невідомого раніше елементу. Цей оксид отримав назву «цирконієва земля», проте Клапроту не вдалося виділити метал з оксиду. У 1808 році Гемфрі Деві намагався отримати металічний цирконій за допомогою електролізу, проте невдало.
Металевий цирконій (чистотою 93 %) уперше отримав шведський хімік Йонс Якоб Берцеліус у 1824 році відновленням його з подвійного фториду калію та цирконію K2ZrF6 металевим калієм. Атомна маса цирконію була точно встановлена лише у 1925 році, після того як голландські вчені Антон Едуард ван Аркель і Ян Хендрік де Бур розробили названий на їх честь метод отримання чистого цирконію (утворення леткого йодиду цирконію ZrI4 і подальший його термічний розклад). Після цього стало зрозуміло, що отриманий раніше цирконій містив домішки гафнію, внаслідок чого його атомна маса була завищеною.
У 1946 році люксембурзький металург, що емігрував в США, Вільям Кролл винайшов дешевший спосіб промислового отримання цирконію, шляхом його металотермічного відновлення з хлориду (процес Кролла), що використовується і понині.

## Властивості
Атомна маса 91,22. У природі існує 5 стабільних ізотопів 90Zr (51,46 %), 91Zr (11,23 %), 92Zr (17,11 %), 94Zr (17,40 %) і 96Zr (2,80 %). Кристалічна ґратка при температурі нижче 863 °C гексагональна, щільноупакована, вище цієї температури — кубічна.
Проста речовина — цирконій. Сріблясто-білий блискучий метал. Чистий цирконій пластичний, хімічно малоактивний. Стійкий до дії води, лугів і більшості кислот (винятком є флуоридна кислота HF, з якою він досить активно реагує навіть за малих концентрацій). Реагує з киснем, галогенами, поглинає водень і азот. При нагріванні взаємодіє концентрованою H2SO4 та царською горілкою. У сполуках ступінь окиснення +4, рідше +2 і +3.
Густина 6,5; tплав 1855 °C, tкип бл. 4371 °C. Неподрібнений цирконій в присутності кисню починає горіти лише при нагріванні вище 4460 °C, що є рекордом серед металів.
Цирконій переходить у надпровідний стан при температурі 0,61 К. Парамагнітний. Питомий опір — 41,5×10-8 Ом·м. Переріз реакції поглинання теплових нейтронів дуже низький — 0,61 барн.

## Ізотопи
Природній цирконій складається з п'яти різних ізотопів. З них 4 стабільні, а ще 1 має надзвичайно довгий період розпаду.
| Масове число | Частка у природному цирконії | Період напіврозпаду |
| ------------ | ---------------------------- | ------------------- |
| 90           | 51,45 %                      | ∞                   |
| 91           | 11,22 %                      | ∞                   |
| 92           | 17,15 %                      | ∞                   |
| 94           | 17,38 %                      | ∞                   |
| 96           | 2,80 %                       | 2,35×1019 років     |

Загалом відомо 39 ізотопів цирконію з масовими числами від 78 до 112, 4 з яких — метастабільні.
З нестабільних ізотопів, що не зустрічаються в природі, найбільші періоди напіврозпаду мають Zr93 (1,61 млн років) і Zr88 (83,4 дні).

## Поширення
Середній вміст цирконію в земній корі (1,7–2,0)•10−2% (мас). У морській воді цирконій має концентрацію 0,026 мкг/л. Усього відомо понад 30 мінералів цирконію, але практичне значення мають тільки циркон ZrSiO4 і бадделеїт ZrO2.
Основним типом промислових родовищ є прибережно-морські й елювіально-делювіальні розсипи, а також лужні та гранітні пегматити.
У 2018 році розвідані резерви цирконію становлять 74 мільйони тонн (у перерахунку на ZrO2). Загальний видобуток у тому ж році становив 1,6 мільйона тонн.

## Отримання

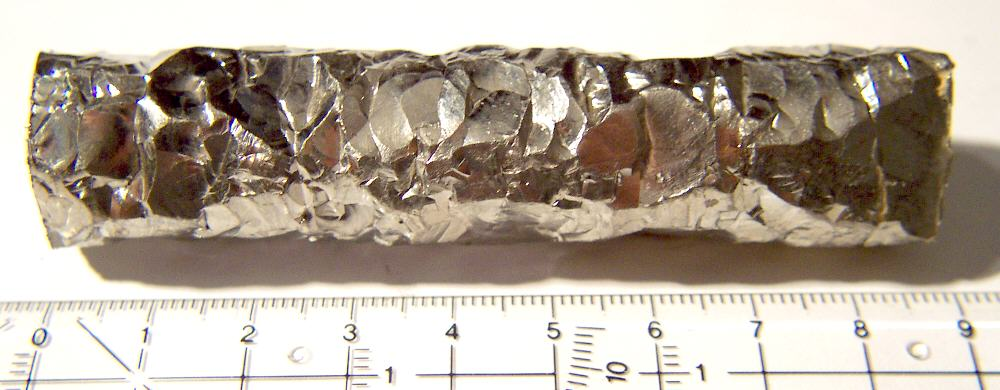
Кристалічний цирконій, отриманий за допомогою газотранспортної реакції

Світова тенденція виробництва цирконієвих мінеральних концентратів

Цирконій отримують шляхом спікання рудного концентрату циркону з K2[SiF6], наступного вилуговування і відновлення ZrF4 магнієм або натрієм до Zr-губки або хлоруванням концентрату при температурі 900–1000 °C у присутності коксу і потім металотермічним відновленням ZrCl4 до Zr. Компактний ковкий цирконій отримують плавленням у вакуумних дугових печах Zr-губки.
Спочатку цирконовмісну сировину переводять в оксид цирконію у розплаві гідроксиду натрію. Потім оксид сплавляють з коксом у дуговій печі та переводять хлором у тетрахлорид:
{\displaystyle \mathrm {ZrO_{2}+2C+2Cl_{2}{\xrightarrow {900^{\circ }C}}\ ZrCl_{4}+2CO} }
Далі тетрахлорид відновлюють магнієм у гелієвій атмосфері:
{\displaystyle \mathrm {ZrCl_{4}+2Mg\longrightarrow Zr+2MgCl_{2}} }
Для отримання чистого цирконію використовують газотранспортну реакцію з йодом (при 200 °С) із розщепленням йодиду цирконію на розжареному дроті (при 1300 °C) із утворенням кристалів елементарного цирконію:
{\displaystyle \mathrm {Zr+2I_{2}\leftrightarrows ZrI_{4}} }

## Застосування
Див. також Застосування цирконійвмісних речовин
Висока температура плавлення, хімічна інертність до кислот і розплавлених середовищ, малий перетин захоплення нейтронів (0,18 барн) і ряд інших властивостей визначають основні області застосування цирконію. Він є ідеальним матеріалом для обладнання ядерних реакторів. Застосовується для легування сплавів кольорових металів, що використовуються в літако- і автомобілебудуванні, у ракетобудуванні, хімічному машинобудуванні тощо. Зростає використання циркону у виробництві керамічної плитки та санітарного фаянсу — найбільшому секторі його споживання, де витрачається близько половини (50 %) всього використовуваного у світі циркону.
Порошкам цирконію притаманна характерна властивість горіння в кисні повітря (температура самозаймання — 250 °C) з великою швидкістю та практично без виділення диму. При цьому розвивається найвища температура для металевих горючих (4650 °C). При згоранні металевого порошку випромінюється значна кількість світла. Ця особливість дуже широко використовується в піротехніці (виробництво салютів та фейерверків), виробництві хімічних джерел світла, які застосовуються в різних галузях діяльності людини (освітлювальні бомби, ракети, факели). Порошок цирконію застосовують в суміші з окиснювачами (бертолетова сіль) як бездимний засіб в сигнальних вогнях та в запалах, як заміну гримучої ртуті (фульмінату ртуті) та азиду свинцю. Цирконій використовується в якості добавки до багатьох видів ракетного палива; в різних типах зброї, у тому числі артилерії; у виробництві нових видів патронів для стрілецької зброї, для трасуючих куль, бездимного пороху. Порошки цирконію з низькою температурою спалаху та високою швидкістю горіння використовуються в сумішах для капсулів-детонаторів для підриву зарядів. 
Зазначені властивості цирконію обумовлюють його застосування в таких галузях і підгалузях:
- виробництво ядерних паливних елементів: цирконій використовують як оболонку для ядерних паливних елементів ядерних реакторів.
- виробництво сплавів: цирконій використовують як складову компоненту сплавів з алюмінієм, магнієм та іншими металами, що застосовуються у літакобудуванні, автомобільній промисловості та ін.
- хімічна промисловість: цирконій використовують як каталізатор у різних хімічних реакціях, а також у виробництві різних хімічних продуктів, таких як кераміка, скло та кольорові пігменти.
- аерокосмічна промисловість: використовують у вигляді термоізоляційних матеріалів у космічних апаратах та ракетах.
- медицина: цирконій-кераміку використовують як замінник кісткової тканини при виготовленні імплантатів, таких як штучні суглоби та зубні імплантати.
- електроніка: цирконій використовують у виробництві різноманітних компонентів електроніки, таких як конденсатори.

Цирконієва продукція, яка включає як природні мінеральні концентрати (цирконові і баделеїтові), так і продукти їх переробки, користується у світі широким попитом. У 2023 році в світі вироблено більше 1,6 млн. т цирконових і баделеїтових концентратів, до 85–90 % яких використано безпосередньо, без хімічної їх переробки. Ці концентрати використовуються в багатьох галузях: у виробництві високоякісної кераміки, глазурі (поливи), емалей, при виготовлені вогнетривів, в ливарному виробництві та інших галузях. 
Власні потреби промисловості України у 1998 році становили 90 т цирконію при виробництві 180 т. У 2010 р. планувалося збільшення виробництва до 360 т.